# داکوتای شمالی
داکوتای شمالی (به انگلیسی: North Dakota), ( ‎i‎/ˌnɔːrθ dəˈkoʊtə/‎) سی‌ونهمین ایالت آمریکا است که در ۲ نوامبر ۱۸۸۶ به ایالات متحده پیوسته‌است.
داکوتای شمالی یکی از ایالت‌های غرب میانه آمریکا به‌شمار می‌رود که با کانادا نیز مرز مشترک دارد به‌گونه‌ای که این ایالت از شمال با استان ساسکاچوان کانادا مرز دارد و از شرق با ایالت مینه‌سوتا و از غرب با ایالت مونتانا و از جنوب با ایالت داکوتای جنوبی همسایه است. پایتخت این ایالت شهر بیسمارک و بزرگترین شهر آن فارگو می‌باشد.
این ایالت از نظر مساحت رتبه ۱۹ و از نظر جمعیت رتبه ۳ و از نظر تراکم رتبه ۴ را از ۵۰ ایالت آمریکا دارد. داکوتای شمالی در قرن ۲۱ با رونق زیادی از منابع طبیعی و نفت روبه روست. که باعث توسعه کار و شغل و رشد جمعیت و پایین راندن نرخ بی‌کاری شده‌است.

## نامگذاری
داکوتا به معنی «دوستان» است که از نام یک قبیله سرخپوستی گرفته شده‌است. القاب دیگر این ایالت، بوستان آزادی و ایالت سوارکار قهار است.

## تاریخچه
داکوتای شمالی در تاریخ دوم نوامبر سال ۱۸۸۹ به ایالات متحده پیوسته‌است.

## تقسیمات ایالتی
- آدامز
- بانز
- بنسو
- بوتینیو
- بومن
- بورک
- بارلی
- کاس
- کاوالیر
- دیکی
- دیواید
- دون
- ادی
- امونس
- فاستر
- گولدن ولی
- گرند فورکس
- گرانت
- گریگز
- هتینگر
- کیدر
- لامور
- لوگان
- مک‌هنری
- مک‌اینتاش
- مک‌کنزی
- مک‌لین
- مذسر
- مورتون
- ماونتریل
- نلسون
- اولیور
- پمبینا
- پیرس
- رامزی
- رانسوم
- رنویل
- ریچلند
- رولت
- سارجنت
- شریدن
- سیروس
- اسلوپ
- استارک
- استیل
- استاتسمن
- تاونر
- تریل
- والش
- وارد
- ولز
- ویلیامز

## جغرافیا

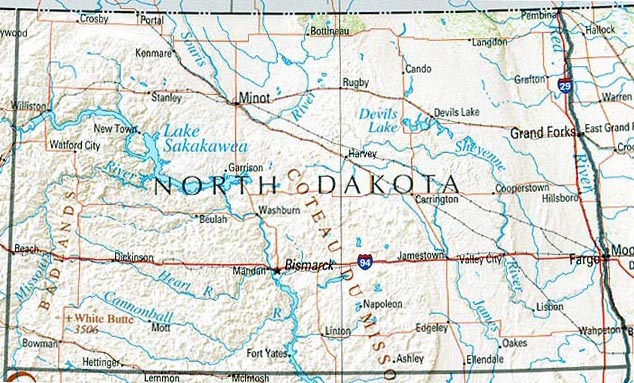

این ایالت نوزدهمین ایالت پهناور و سومین ایالت کم جمعیت آمریکا محسوب می‌گردد. جمعیت داکوتای شمالی در سال ۲۰۱۲، قریب به ۷۰۰ هزار نفر بوده‌است که جزو کم‌تراکم‌ترین ایالت‌های آمریکا به‌شمار می‌رود. با این حال بیشترین نرخ رشد جمعیت در سال ۲۰۱۱ مربوط به این ایالت بوده‌است. در داکوتای شمالی حدود ۹۸٪ جمعیت را سفید پوستان تشکیل می‌دهند.
شهرهای مهم: مینوت، فارگو
دریاچه‌ها: دریاچه ساکاکاویا، دریاچه اوهه
رودخانه‌ها: رود جیمز، رودخانه میزوری، رود لیتل، رود سیروس، رودخانه رد شمال

## اقتصاد

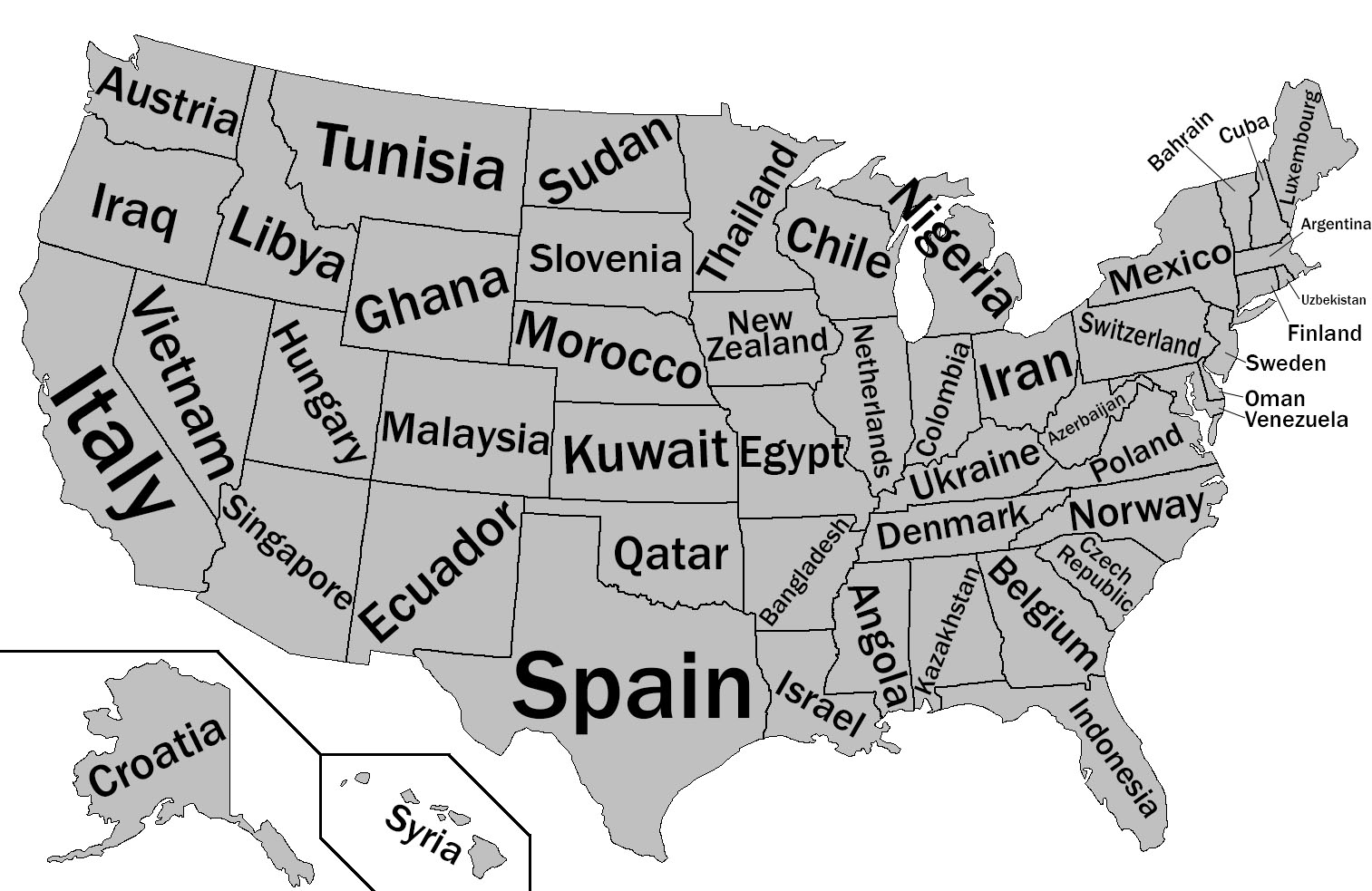
مقایسهٔ تولید ناخالص داخلی ایالت‌های آمریکا با کشورهای دیگر در سال ۲۰۱۲. ایالت داکوتای شمالی در این سال تولید ناخالصی اش قابل مقایسه با کشور سودان بوده‌است.

در سال ۲۰۱۲، این ایالت تولید ناخالص داخلی برابر با ۵۵٬۲۶۲ میلیارد دلار داشت، که تقریباً برابر با تولید ناخالص داخلی کشور سودان (۵۶٬۴۴۲ میلیارد دلار) بود:
در حدود ده سال است که داکوتای شمالی رشد اقتصادی مداومی دارد. کشاورزی در این ایالت حرف اول را می‌زند. نرخ بیکاری آن پایین‌تر از متوسط کشور بوده و کارآفرینی آن بسیار زیاد شده‌است. رشد اقتصاد در این ایالت مرهون صنعت تولید روغن پخت‌وپز و نیز تکنولوژی است. البته لازم است ذکر شود که کمترین نرخ توریسم در ایالات متحده مربوط به داکوتای شمالی است چرا که جذابیت‌های توریستی کمی دارد. نرخ مالیات فروش نیز در این ایالت ۵٪ می‌باشد.
پرنده این ایالت مرغ اقیانوس غربی و گل ایالت نیز رز وحشی چمنزار است. بیشترین گل‌های آفتابگردان نیز در این ایالت می‌رویند.

## مراکز علمی
از مراکز علمی فرهنگی مهم داکوتای شمالی می‌توان به دانشگاه داکوتای شمالی و دانشگاه ایالتی داکوتای شمالی اشاره کرد. پارک ملی تئودور روزولت نیز در این ایالت قرار دارد.

## مشاهیر
- رکسانا صابری

## مراکز علمی-فرهنگی

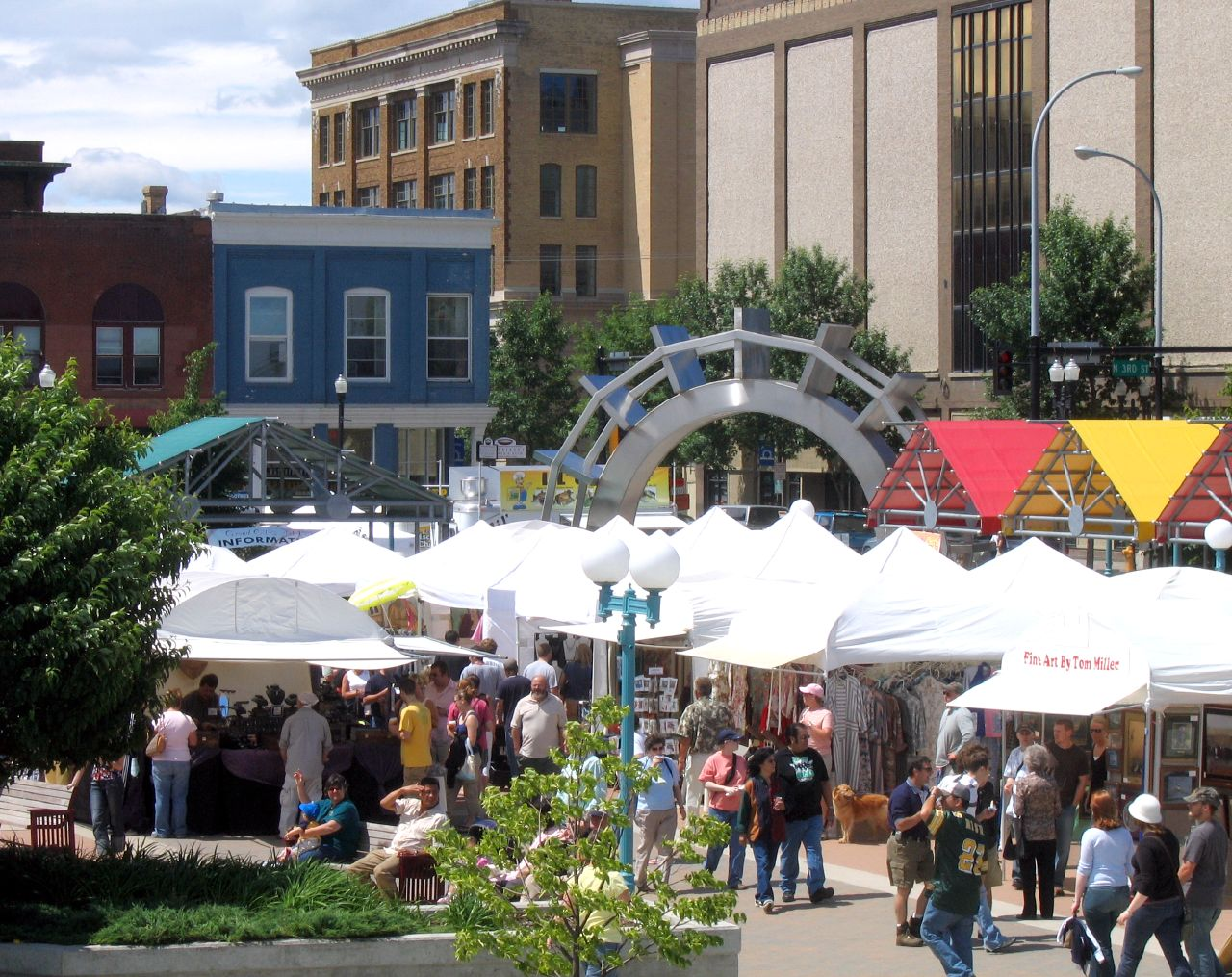
یک فستیوال در شهر گراند رپیدز این ایالت.

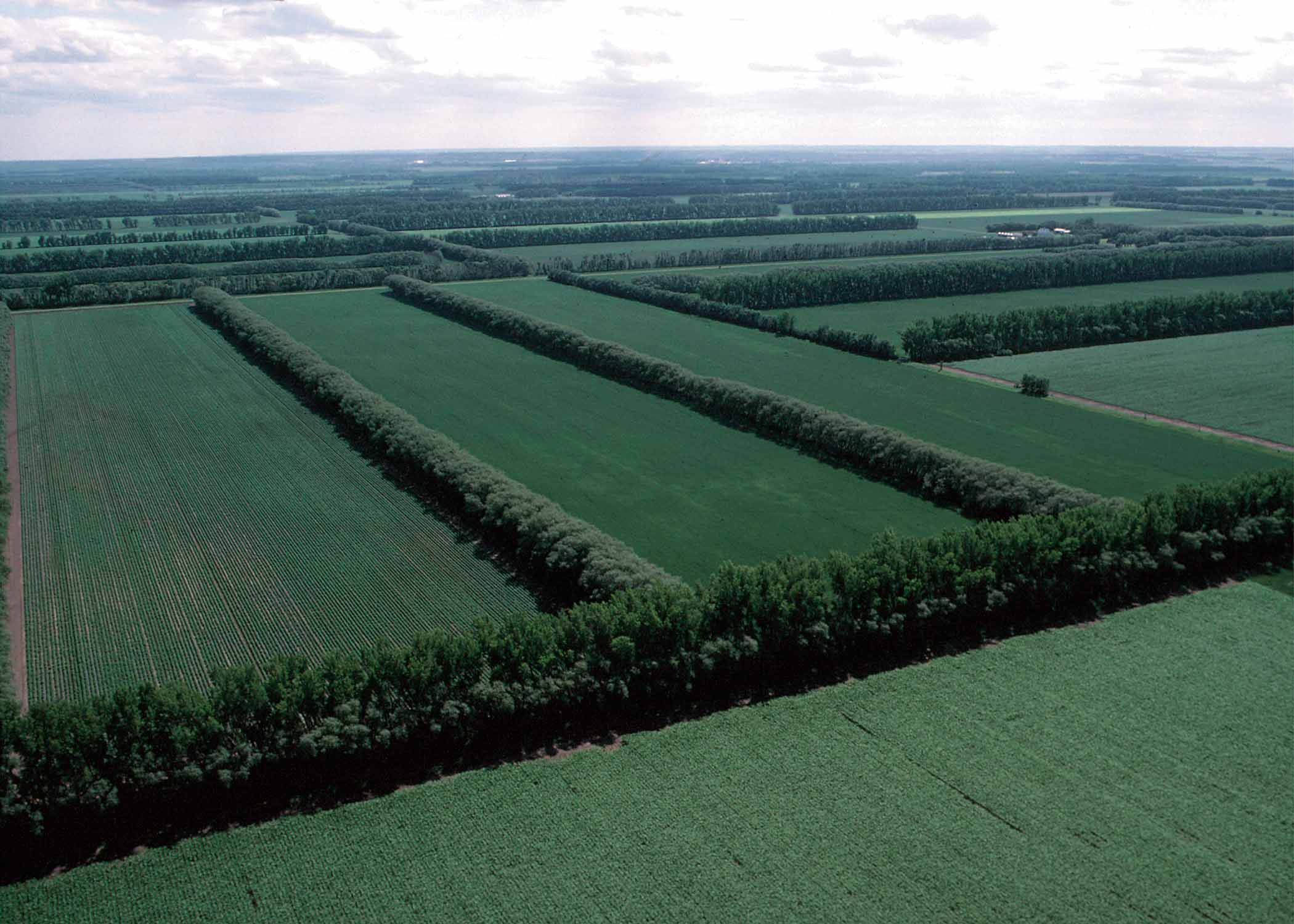
ایالت داکوتای شمالی

- دانشگاه داکوتای شمالی
- دانشگاه ایالتی داکوتای شمالی

## پیوندهای وابسته
- اتاق بازرگانی شهر بیزمارک
- کمیسیون گندم داکوتای شمالی